# 카스피안 항공
카스피안 항공(영어: Caspian Airlines)은 이란의 항공사로 테헤란 이맘 호메이니 국제공항, 테헤란 메흐라바드 공항이 허브 공항으로 1993년에 설립되었다. 주로 이란 국내 및 지역 내 항공편을 운영하며 일부 국제선 노선도 제공한다.

## 역사
항공사는 1993년에 러시아와 이란과 합작 회사로 설립 했으며 같은 해 9월에 취항을 시작했다. 카스피안 항공은 맥도넬더글러스 MD-80 시리즈 기종이 도입되면서 기존에 보유하고 있던 투폴레프 항공기는 모두 퇴역했다.

## 운항 노선
이란
- 아바단 - 아야톨라 자미 국제공항
- 아바즈 - 아바즈 국제공항
- 아사로우에 - 페르시안 걸프 공항
- 반다르아바스 - 반다르아바스 국제공항
- 사난다지 - 사난다지 공항
- 이스파한 - 이스파한 국제공항
- 키시섬 - 키시 공항
- 케르만샤 - 케르만샤 공항
- 반다르에 마샤르 - 반다르에 마샤르 공항
- 마슈하드 - 마슈하드 국제공항
- 라시트 - 라시트 공항
- 사리 - 다시테 나즈 공항
- 시라즈 - 시라즈 국제공항
- 타브리즈 - 타브리즈 국제공항
- 테헤란
  - 테헤란 이맘 호메이니 국제공항 허브
  - 테헤란 메흐라바드 국제공항 허브
- 우르미아 - 우르미에 공항
- 야즈드 - 샤히드 사두그히 공항
- 자볼 - 자볼 공항
- 자헤단 - 자헤단 공항

 이라크
- 나자프 - 알 나자프 국제공항
- 술라이마니야 - 술라이마니야 국제공항

 튀르키예
- 이스탄불 - 아타튀르크 공항

 아랍에미리트
- 두바이 - 두바이 국제공항

## 보유 기종
- 2019년 8월 기준으로 카스피안 항공은 다음과 같은 기종을 보유하고 있다.[2]

### 퇴역 기종
- 보잉 737-500 1대(코스 에어콤파니에 매각)

## 사건 및 사고
- 2009년 7월 15일, 테헤란에서 예레반으로 가던 카스피안 항공 7908편이 이란의 카즈빈 마을 근처에서 추락하여 탑승자 168명(승객 153명, 승무원 15명)이 사망했다.
- 2020년 1월 27일, 이란의 반다르마샤르 공항에 착륙 하던중 활주로를 벗어나 도로에 돌진 했으나 사상자는 없었다.

## 같이 보기
- 이란의 항공사 목록